# Pohgading Timur
Pohgading Timur is een bestuurslaag in het regentschap Oost-Lombok van de provincie West-Nusa Tenggara, Indonesië. Pohgading Timur telt 5356 inwoners (volkstelling 2010).